# Sparky Lyle
Albert Walter Lyle (DuBois, Pensilvania, 22 de julio de 1944), más conocido como Sparky Lyle, es un exjugador profesional estadounidense de béisbol que se desempeñó en la posición de lanzador en las Grandes Ligas de Béisbol (MLB). Logró obtener el Premio Cy Young.

## Carrera
Lyle jugó como profesional cinco temporadas en Boston Red Sox (1967-1971), después pasó a New York Yankees (1972-1978), luego a Texas Rangers (1979-1980), posteriormente a Philadelphia Phillies (1980-1982), y finalmente, a Chicago White Sox, donde jugó una temporada (1982), y fue el equipo en el que se retiró.

## Premios
Fue galardonado con el Premio Cy Young en una oportunidad (1977).